# Маскока (озеро)
Маско́ка или Мускока (англ. Lake Muskoka) — озеро на юге Онтарио в восточной Канаде. Находится в 48 км юго-восточнее Парри-Саунд, простираясь на 24 км в длину и на 8 км в ширину. Относится к бассейну залива Джорджиан-Бей озера Гурон.
Название озера индейского происхождения и обозначает «место, где большие красные скалы».

## География

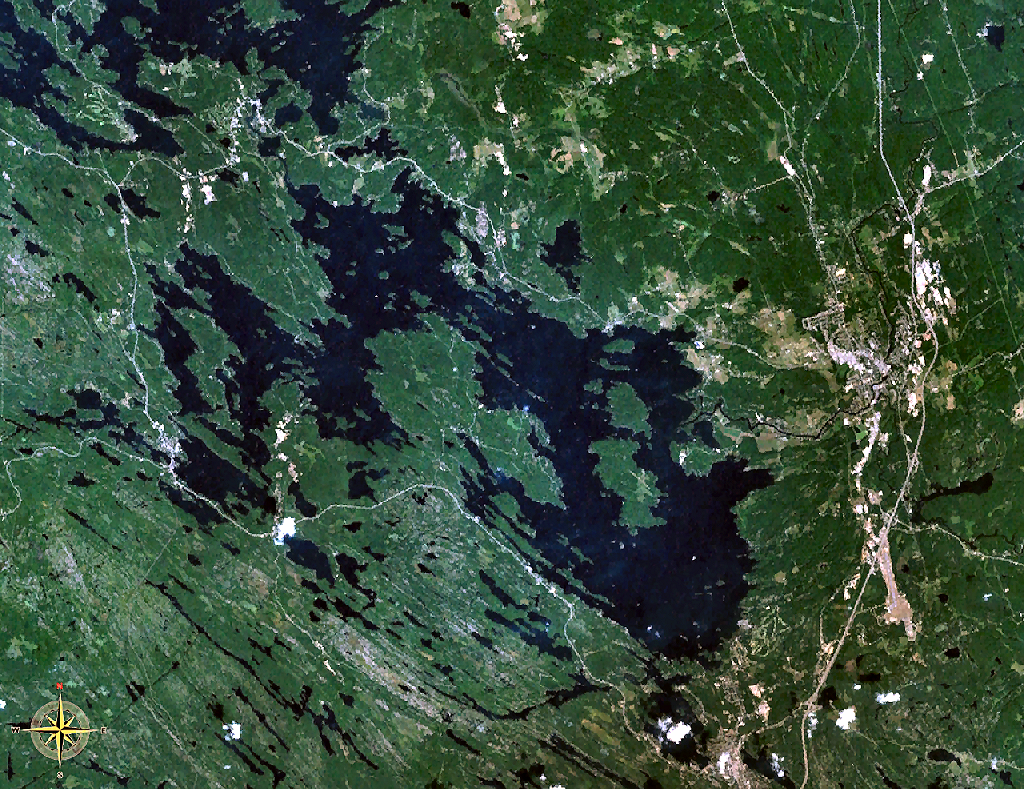
Озеро Мускока. Спутниковый снимок NASA

Озеро расположено в 20 км к востоку от залива Джорджиан-Бей и в 200—240 км севернее Торонто. Высота над уровнем моря 225,2 метра, колебания уровня озера — до одного метра. Питание от небольших рек и озер, самая крупная впадающая река — Маскока. Сток по реке Мун в залив Джорджиан-Бей. Озеро сложной формы, средних по канадским масштабам размеров — 89,4 км². Является популярным местом отдыха для жителей Торонто, которым принадлежит больше половины из 20 тысяч коттеджей в районе озера. Кроме коттеджей в округе Мускока построено 150 отелей для обслуживания туристов, ежегодно на берегах озера отдыхает полтора миллиона человек.

## Климат
Средняя температура января составляет −10,4 °C, средняя температура июля равна 18,3 °C, среднегодовая температура равна 4,8 °C. Минимальное количество осадков выпадает в феврале — 62 мм, максимальное в сентябре — 102 мм, среднегодовое количество осадков составляет 1009 мм.